# Olivier Ichoua
Olivier Ichoua est un footballeur professionnel français, né le 3 octobre 1970 à Nantes. Il évoluait au poste de milieu de terrain.

## Carrière
Olivier Ichoua, passe par le centre de formation du FC Nantes, il est sélectionné dès octobre 1985 en équipe de France juniors B2. Il quitte Nantes à 18 ans pour rejoindre les équipes de jeunes du FC Metz puis, après un passage à La Roche-sur-Yon VF en D2, intègre le groupe messin en D1. 
Il est transféré ensuite au FC Martigues puis au FC Sochaux-Montbéliard, où il disparaît après deux saisons en D2.